# Usyn
Usyn (ukrainisch Узин; russisch Узин Usin) ist eine Stadt im Rajon Bila Zerkwa in der Oblast Kiew der Ukraine mit etwa 12.500 Einwohnern (2006).

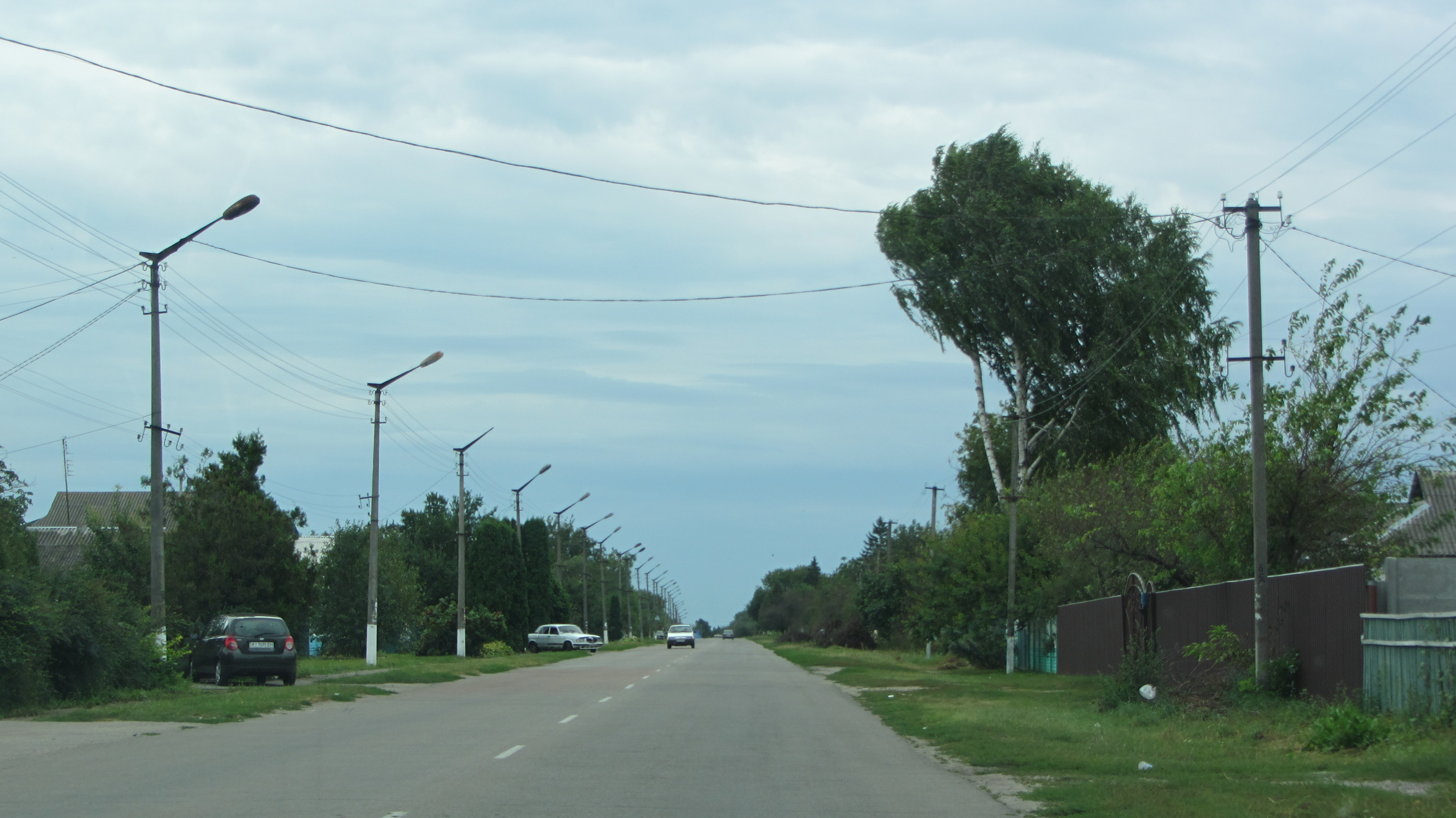
Straße im Ort

Die größten Industriebetriebe sind ein Zuckerkombinat, auf das 7 % der ukrainischen Zuckerproduktion entfallen, sowie eine Konservenfabrik.
In Usyn befand sich eine Basis der ukrainischen Luftstreitkräfte.

## Geschichte
Erstmalige Erwähnung findet die Stadt im Jahre 1590 unter dem Namen Usenyzja, später als Tenberschyna. Seit dem Ende des 18. Jahrhunderts trägt sie ihren heutigen Namen. 1971 wurde Usyn zur Stadt erhoben.

## Verwaltungsgliederung
Am 4. Oktober 2017 wurde die Stadt zum Zentrum der neugegründeten Stadtgemeinde Usyn (Узинська міська громада/Usynska miska hromada). Zu dieser zählten auch die 13 in der untenstehenden Tabelle aufgelisteten Dörfer, bis dahin bildete sie die gleichnamige Stadtratsgemeinde Usyn (Узинська міська рада/Usynska miska rada) im Osten des Rajons Bila Zerkwa.
Am 12. Juni 2020 kamen noch die 6 weiteren Dörfer Bloschtschynzi, Ljudwyniwka, Makijiwka, Ostrijky, Rosalijiwka und Stepok zum Gemeindegebiet.
Folgende Orte sind neben dem Hauptort Usyn Teil der Gemeinde:
| Name                     | Name               | Name                                    |
| ukrainisch transkribiert | ukrainisch         | russisch                                |
| ------------------------ | ------------------ | --------------------------------------- |
| Bloschtschynzi           | Блощинці           | Блощинцы (Bloschschinzy)                |
| Iwaniwka                 | Іванівка           | Ивановка (Iwanowka)                     |
| Jossypiwka               | Йосипівка          | Йосиповка (Jossipowka)                  |
| Krasne                   | Красне             | Красное (Krasnoje)                      |
| Ljudwyniwka              | Людвинівка         | Людвиновка (Ludwinowka)                 |
| Makijiwka                | Макіївка           | Макеевка (Makejewka)                    |
| Mala Antoniwka           | Мала Антонівка     | Малая Антоновка (Malaja Antonowka)      |
| Mychajliwka              | Михайлівка         | Михайловка (Michailowka)                |
| Olijnykowa Sloboda       | Олійникова Слобода | Олейникова Слобода (Oleinikowa Sloboda) |
| Ostrijky                 | Острійки           | Острийки (Ostrijki)                     |
| Pawliwka                 | Павлівка           | Павловка (Pawlowka)                     |
| Rosalijiwka              | Розаліївка         | Розалиевка (Rosalijewka)                |
| Satyscha                 | Затиша             | Затиша (Satischa)                       |
| Stepok                   | Степок             | Степок                                  |
| Sucholissy               | Сухоліси           | Сухолесы (Sucholessy)                   |
| Tarassiwka               | Тарасівка          | Тарасовка (Tarassowka)                  |
| Tschepylijiwka           | Чепиліївка         | Чепилиевка (Tschepilijewka)             |
| Wassyliw                 | Василів            | Василев (Wassilew)                      |
| Werbowa                  | Вербова            | Вербовая (Werbowaja)                    |

### Einwohnerentwicklung
Entwicklung der Einwohnerzahl (ab 2004 jeweils zum 1. Januar)
- 1975 - 16.000
- 2004 - 12.759
- 2005 - 12.628
- 2006 - 12.588

## Persönlichkeiten
- Pawel Popowitsch (1930–2009), ein sowjetischer Kosmonaut, der am ersten Gruppenflug ins Weltall teilnahm, wurde in Usyn geboren. Er war auch der erste ukrainische Kosmonaut.